# Meulaboh

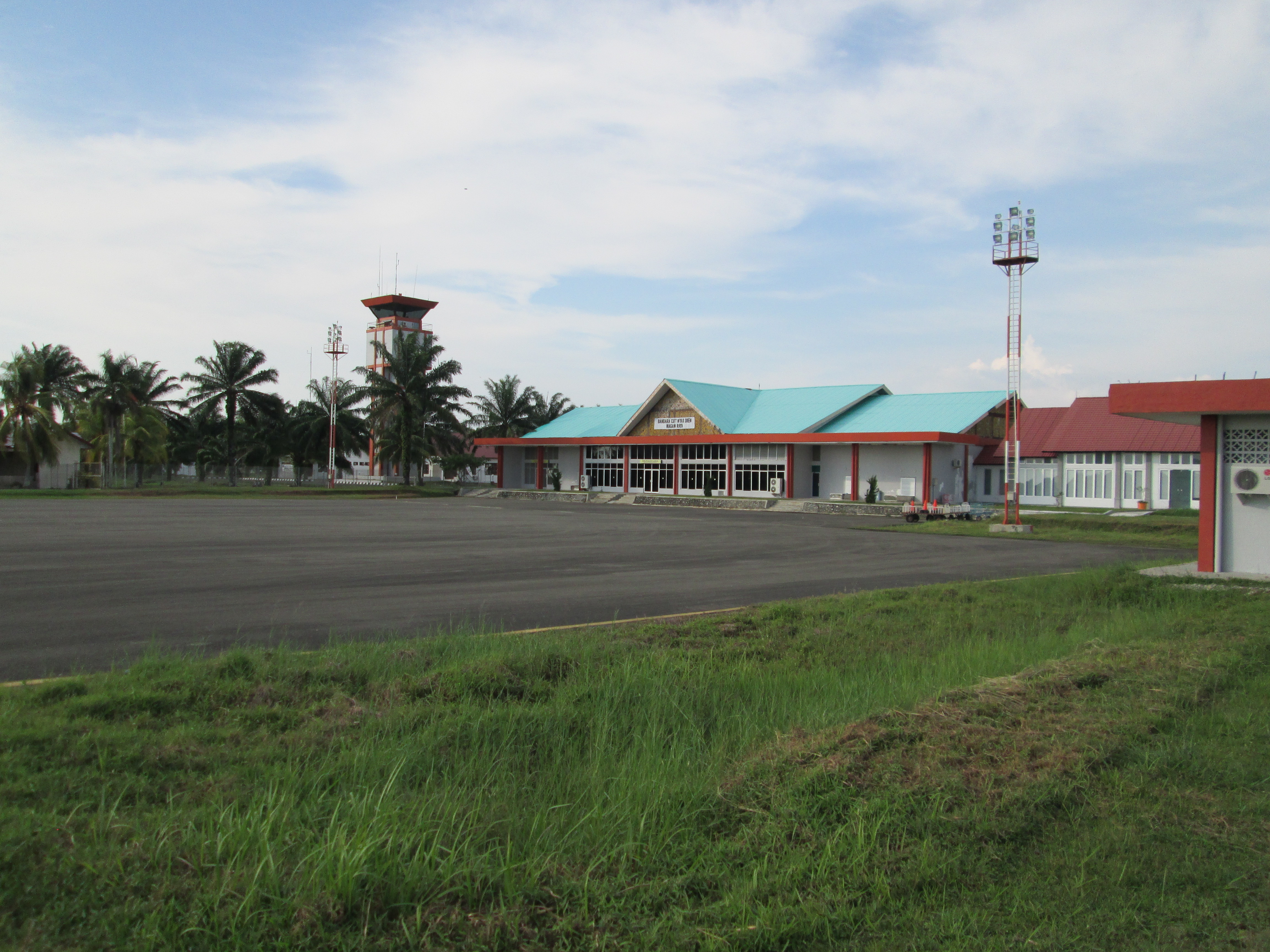
L'aéroport Cut Nyak Dhien

Meulaboh, en aceh Meulabôh, est une ville d'Indonésie située sur la côte occidentale de la province d'Aceh, sur l'île de Sumatra.
Localisée à une quarantaine de kilomètres de l'épicentre du séisme du 26 décembre 2004 dans l'océan Indien, elle est aux deux tiers ravagée par le tsunami qui l'a suivi.